# BH Tennis Open International Cup 2010
Il BH Tennis Open International Cup 2010 è un torneo professionistico di tennis maschile giocato sul cemento, che faceva parte dell'ATP Challenger Tour 2010. Si è giocato a Belo Horizonte in Brasile dal 13 al 19 settembre 2010.

## Partecipanti

### Teste di serie
| Nazionalità | Giocatore            | Ranking* | Testa di serie |
| ----------- | -------------------- | -------- | -------------- |
| Argentina   | Brian Dabul          | 96       | 1              |
| Paraguay    | Ramón Delgado        | 133      | 2              |
| Brasile     | João Souza           | 134      | 3              |
| Cile        | Jorge Aguilar        | 173      | 4              |
| Argentina   | Juan Pablo Brzezicki | 199      | 5              |
| Brasile     | Caio Zampieri        | 203      | 6              |
| Cile        | Paul Capdeville      | 219      | 7              |
| Brasile     | Júlio Silva          | 228      | 8              |

- Ranking al 30 agosto 2010.

### Altri partecipanti
Giocatori che hanno ricevuto una wild card:
- Gabriel Dias
- Tiago Fernandes
- Augusto Laranja
- Christian Lindell

Giocatori passati dalle qualificazioni:
- Gastão Elias
- Rodrigo Guidolin
- André Miele
- José Pereira

## Campioni

### Singolare
Rogério Dutra da Silva ha battuto in finale  Facundo Argüello, 6–4, 6–3

### Doppio
Rodrigo Grilli /  Leonardo Kirche hanno battuto in finale  Christian Lindell /  João Souza, 6–3, 6–3